# Ренус
„Ренус“ е логистична компания в провинция Северен Рейн-Вестфалия, Германия.
Оборотът на групата надхвърля 3 милиарда евро, нареждайки я сред водещите европейски компании за логистични услуги. Разполага с 290 търговски представителства, работодател е на 18 000 служители. Комплексни вериги за доставка и иновативни услуги с добавяща стойност се организират в 4 бизнес сфери.

## Складова логистика
„Ренус“ предоставя гама от услуги, покриващи всеки аспект на логистиката из цяла Европа. Има дългогодишна история и поставя фокус върху използването на свое собствено оборудване. Компанията комбинира решения за движение на специфични клиентски материали с мрежа от логистични центрове в Европа. Услугите включват всестранни логистични решения в сферата на снабдителната, продуктовата и дистрибуционната логистика.
Продуктовият набор на компанията включва организиране и управление на вериги за доставка в комбинация с висококачествени услуги с добавяща стойност и извършване на комплексни складови операции. „Ренус“ има изключително широки познания, особено в работата със сектори като промишлени стоки, автомобилостроене и транспортна индустрия, здравеопазване, потребителски стоки, медии и търговия, домакински уреди, офис системи и други.

## Международна спедиция
Превозът на стоки по света е огромно предизвикателство. То изисква непрекъснатото разработване на нови маршрути и пазари. „Ренус“ е в състояние максимално да се възползва от всякакви възможности за товарен транспорт – шосеен и железопътен, по въздух и по вода. Компанията извършва превоз на групажни пратки, както и частични или цели товари, стандартни или извънгабаритни, с редовни или експресни услуги, вътрешна или международна дистрибуционна и снабдителна логистика – и услугите включват и система за следене на пратките.
Всичко това се извършва в 140 търговски представителства в Европа и Азия и с подкрепата на допълнителни 140 партньори, агенти и кореспонденти с най-различно местоположение по света. Международната спедиция на „Ренус“ е част от мрежата на „System Alliance” в Германия и оперира в рамките на „System Alliance” в останалата част на континента. 4000 автомобила от страна на „Ренус“ се отправят на път всеки ден. Компанията транспортира над девет милиона пратки всяка година – възлизащи на приблизително 7,7 милиона тона стоки от всякакъв вид.

## Пристанищна логистика
Пристанищната логистика на „Ренус“ разработва цялостни системи за покупателните и дистрибуционни нужди на техните клиенти.
„Ренус“ установява, управлява и оперира в ефективни междуконтинентални вериги за снабдяване. Компанията има собствени съоръжения в морски пристанища и във вътрешни водни пътища и също така пълноценно ги комбинира с железопътни услуги.
Доставчик е на пълен набор услуги за транспортиране, обработка и складиране на масови стоки, обемни и тежки промишлени стоки. „Ренус“ е в състояние да предостави цялостни решения за специфични нужди и така да облекчи компаниите в широк спектър от задачи, които включват например сушене и разрязване на вносна дървесина или отсяване и смесване на въглища преди транспортиране.

## Обществен транспорт
„Ренус“ комбинира регионалните си корени с европейски опит, когато се отнася до местен обществен транспорт и е синоним за атрактивни и евтини услуги. Когато компанията поеме местни и регионални автобусни услуги, тежестта върху обществения бюджет намалява в рамките на по-широк времеви диапазон. Пътниците установяват и забележим скок в качеството на локални железопътни услуги, когато „Ренус“ поема маршрутите – обществото извлича полза от видимо подобрение на обслужването, за сметка на същите разходи. Когато локална компания за обществен транспорт бива приватизирана, често има значителна свобода за действие. „Ренус“ е в състояние напълно да използва такъв потенциал поради предишния си опит в подобни програми. Това позволява да бъдат създадени оптимални и конкретно съобразени решения за пътниците, служителите и собствениците.